# Branko Đurić
Branko »Đuro« Đurić, bosanski in slovenski filmski in televizijski igralec ter režiser, * 28. maj, 1962, Sarajevo, Bosna in Hercegovina.
Uveljavil se je s tv serijo Top lista nadrealista in predstavo Audicija (1985, Boro Stjepanović) v Jugoslaviji v osemdesetih letih dvajsetega stoletja.
Bil je član gibanja novi primitivizem.
Igral je v filmih:
- Dom za vešanje (1988)
- Kuduz (1989)
- Kako je propao rokenrol (1989)
- Ovo malo duše (1991)
- Nikogaršnja zemlja (2001)
- Kajmak in marmelada (2003)
- Mali svet (2003)
- Bal-kan-kan (2005)
- Triaža (2009)
- V deželi krvi in medu (2011)
- Traktor, ljubezen in rock'n'roll (2011)

V Sloveniji se je uveljavil kot član igralske zasedbe uspešne predstave Klinika Tivoli d.o.o. MGL iz začetka devetdesetih.
Znan je tudi kot režiser serije Naša mala klinika (POP TV), Čista desetka (POP TV), Teater paradižnik (RTV Slovenija), Pravi biznis (RTV Slovenija) in Brat bratu (RTV Slovenija).
Poročen je s slovensko pevko in igralko Tanjo Ribič, s katero ima hčerki Zalo in Elo, iz prejšnjega zakona ima sina Filipa, živi in ustvarja v Ljubljani.